# Clear (유닉스)
clear(클리어)는 유닉스 운영 체제에서 화면을 지우는 명령어이다.
유닉스 명령어 clear는 인수를 받지 않으며 비슷한 것으로는 도스의 cls 명령어가 있다.

## 같이 보기
- 유닉스 명령어 목록